# Werner Düggelin

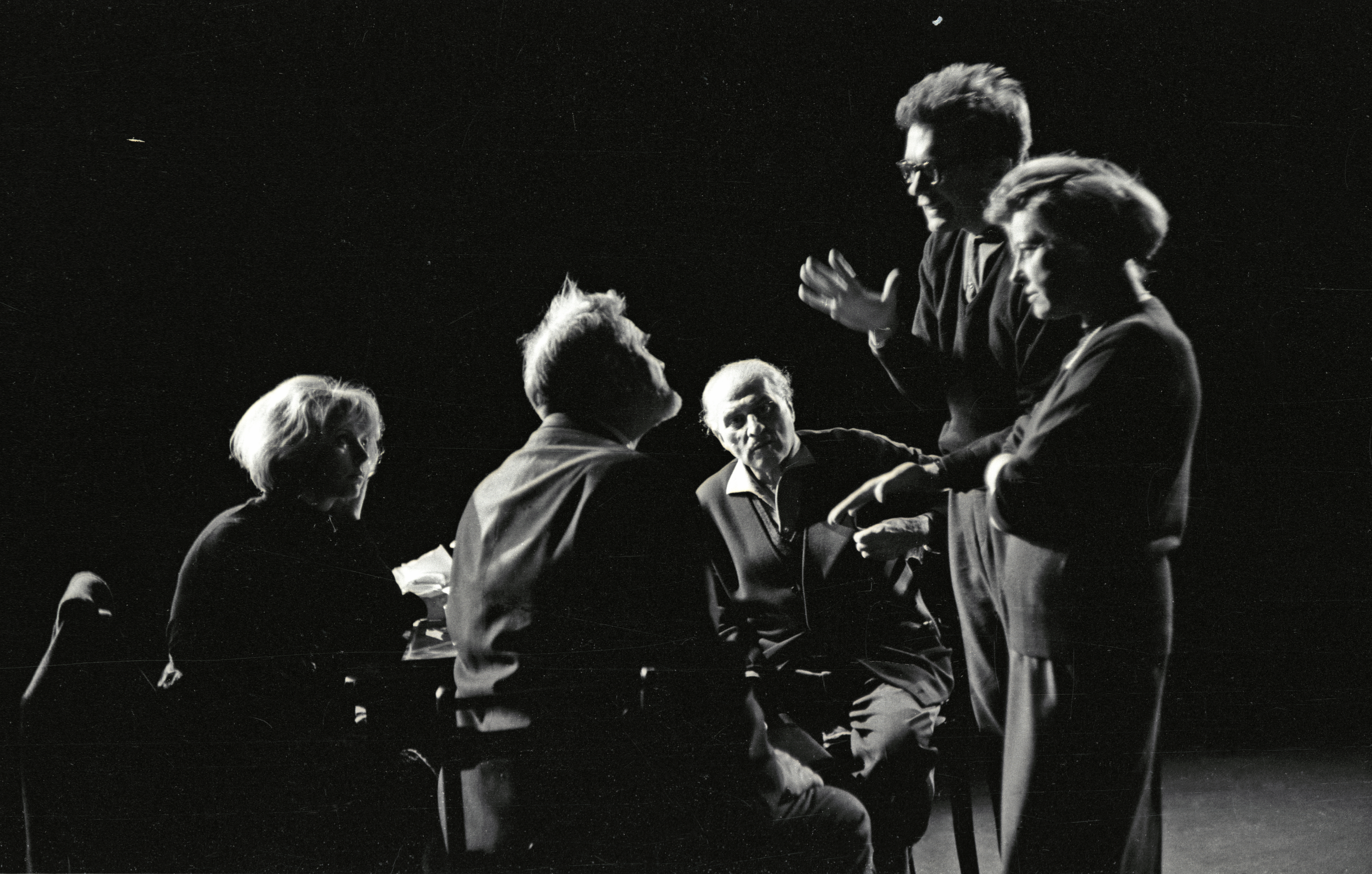
Werner Düggelin (zweiter von rechts) 1964 bei Proben eines Stücks von Carl Zuckmayer (Zuckmayer in der Bildmitte)

Werner Düggelin (* 7. Dezember 1929 in Zürich; † 6. August 2020 in Basel) war ein Schweizer Theaterregisseur.

## Leben
Werner Düggelin wuchs im schwyzerischen Siebnen als Sohn des Kantonsrats und Schreinermeisters Josef Düggelin und der Marie geb. Eugster auf. Er studierte an der Universität Zürich Germanistik und Romanistik. Über die Arbeit als Beleuchter beim Schauspielhaus Zürich fand er den Weg zum Theater. Düggelin war vor seiner Regietätigkeit als Assistent des Regisseurs Leopold Lindtberg tätig. Dieser riet ihm nach Paris zu gehen. In den 1950er-Jahren erlernte er dort die Theaterregie. Er war einer der ersten deutschsprachigen Regisseure, die Stücke von Samuel Beckett, Eugène Ionesco, Georges Schehadé, Albert Camus, Jean Genet und Paul Claudel in Deutsch inszenierten. Er war von 1968 bis 1975 Direktor des Theaters Basel. Seitdem arbeitete er als freier Regisseur.
1995 erhielt er den Kulturpreis der Stadt Basel, 2014 den Kunstpreis der Stadt Zürich.

## Inszenierungen (Auswahl)
- 1964: Leopold Ahlsen: Sie werden sterben, Sire – Schlosspark Theater Berlin
- 1972: Cenodoxus von Dieter Forte nach Jakob Bidermann – Salzburger Festspiele, Ausstattung Jean Tinguely
- 2007: Bunbury – Schauspielhaus Zürich
- 2007: Lieblingsmenschen – Theater Basel
- 2008: Don Juan – Schauspielhaus Zürich
- 2009: Die Gerechten – Schauspielhaus Zürich
- 2011: Die Unterrichtsstunde von Eugène Ionesco – Theater Basel: Schauspiel – Kleine Bühne. Premiere: 16. November 2011.
- 2013: Schönes von Jon Fosse – Schauspielhaus Zürich
- 2014: Der Bürger als Edelmann von Molière – Schauspielhaus Zürich

## Filme
- 1985: Johann Sebastian Bach: Johannes-Passion. – Fernsehfilm. Buch: Maja Hoffmann und Werner Düggelin. Produktion: Schweizer Fernsehen DRS, WDR Köln, SFB Berlin. Regie: Werner Düggelin.